# Diga di Oymapınar
La diga d'Oymapınar è una diga ad arco turca